# Мартін Лідегор
Мартін Лідегор (дан. Martin Lidegaard; нар. 12 грудня 1966, Копенгаген) — данський політик, міністр закордонних справ Данії з 3 лютого 2014 по 28 липня 2015. До цього з 3 жовтня 2011 до 3 лютого 2014 займав посаду міністра клімату, енергетики та будування. Член Соціал-ліберальної партії.

## Біографічні відомості
Вивчав комунікаційні науки в Університеті Роскілле. Його професійна кар'єра почалася у середині 80-х як асистента у банку, потім працював у центрі для надання притулку данського Червоного Хреста. Він був також видавцем новин одного із засобів масової інформації, незалежним консультантом і радником у страховій компанії. З 1996 по 2001 він працював у Данській асоціації міжнародного співробітництва.
У 2001–2007 він був обраний депутатом Фолькетінгу. У 2008 році повернувся до роботи як консультант, став одним із засновників аналітичного центру CONCITO.